# Стерлінг (Вірджинія)
Стерлінг (англ. Sterling) — переписна місцевість (CDP) в США, в окрузі Лаудун штату Вірджинія. Населення — 30 337 осіб (2020).

## Географія
Стерлінг розташований за координатами 39°0′17″ пн. ш. 77°24′19″ зх. д. / 39.00472° пн. ш. 77.40528° зх. д. (39.004733, -77.405368).  За даними Бюро перепису населення США в 2010 році переписна місцевість мала площу 14,27 км², з яких 14,20 км² — суходіл та 0,07 км² — водойми.

## Демографія
Згідно з переписом 2010 року, у переписній місцевості мешкали 27 822 особи в 9171 домогосподарстві у складі 6476 родин. Густота населення становила 1950 осіб/км².  Було 9603 помешкання (673/км²).
Расовий склад населення:
| - 54,4 % — білих - 14,1 % — азіатів - 8,1 % — чорних або афроамериканців - 0,5 % — корінних американців - 0,1 % — вихідців з тихоокеанських островів - 17,9 % — осіб інших рас |

До двох чи більше рас належало 4,9 %. Частка іспаномовних становила 33,2 % від усіх жителів.
За віковим діапазоном населення розподілялося таким чином: 24,6 % — особи молодші 18 років, 68,2 % — особи у віці 18—64 років, 7,2 % — особи у віці 65 років та старші. Медіана віку мешканця становила 33,6 року. На 100 осіб жіночої статі у переписній місцевості припадало 105,3 чоловіків;  на 100 жінок у віці від 18 років та старших — 105,1 чоловіків також старших 18 років.
Середній дохід на одне домашнє господарство  становив 92 830 доларів США (медіана — 82 323), а середній дохід на одну сім'ю — 96 676 доларів (медіана — 82 671). Медіана доходів становила 50 088 доларів для чоловіків та 44 678 доларів для жінок. За межею бідності перебувало 6,8 % осіб, у тому числі 7,9 % дітей у віці до 18 років та 12,9 % осіб у віці 65 років та старших.
Цивільне працевлаштоване населення становило 16 368 осіб. Основні галузі зайнятості: науковці, спеціалісти, менеджери — 22,3 %, роздрібна торгівля — 13,8 %, освіта, охорона здоров'я та соціальна допомога — 12,8 %, мистецтво, розваги та відпочинок — 12,0 %.